# Кунич, Петар
Петар Кунич (босн. Petar Kunić; 15 июля 1993, Дрвар, Босния и Герцеговина) — боснийский футболист, нападающий.

## Карьера
Футбольную карьеру начал в 2010 году в составе клуба «Борац» Баня-Лука.
В 2018 году подписал контракт с клубом «Лариса».
В 2021 году перешёл в казахстанский клуб «Атырау».

## Достижения
«Борац» Баня-Лука
- Обладатель кубка Боснии и Герцеговины: 2009/10

## Клубная статистика
| Игровая карьера | Игровая карьера | Игровая карьера           | Игровая карьера | Ч-т | Ч-т | Кубок | Кубок | Межд. | Межд. | Др. | Др. |
| --------------- | --------------- | ------------------------- | --------------- | --- | --- | ----- | ----- | ----- | ----- | --- | --- |
| 2018/2019       | Лариса          | Флаг Греции               | А               | 12  | 0   | 1     | 0     | -     | -     | -   | -   |
| 2019/2020       | Зриньски        | Флаг Боснии и Герцеговины | А               | 14  | 2   | 3     | 1     | -     | -     | -   | -   |
| 2020/2021       | Зриньски        | Флаг Боснии и Герцеговины | А               | 9   | 0   | 2     | 2     | -     | -     | -   | -   |
| 2021            | Атырау          | Флаг Казахстана           | A               | 11  | 1   | -     | -     | -     | -     | -   | -   |